# Kanton Alfortville-Sud
Kanton Alfortville-Sud is een voormalig kanton van het Franse departement Val-de-Marne. Kanton Alfortville-Sud maakte deel uit van het arrondissement Créteil en telde 16.386 inwoners (1999).
Het werd opgeheven bij decreet van 17 februari 2014 met uitwerking in maart 2015.

## Gemeenten
Het kanton Alfortville-Sud omvatte enkel een deel van de gemeente Alfortville.